# 39e cérémonie des Golden Horse Film Festival and Awards
La 39e cérémonie des Golden Horse Film Festival and Awards s'est déroulée le 16 novembre 2002 au Taoyuan Arts Center à Taoyuan, Taïwan. Organisé par le Taipei Golden Horse Film Festival Executive Committee, ces prix récompensent les meilleurs films en langue chinoise de 2001 et 2002.

## Palmarès

### Meilleur film
- The Best of Times de Chang Tso-chi
  - Hollywood Hong Kong de Fruit Chan
  - July Rhapsody de Ann Hui
  - Trois Histoires de l'au-delà (segment Going Home) de Peter Chan
  - The Runaway Pistol de Lam Wah-chuen

### Meilleur réalisateur
- Fruit Chan pour Hollywood Hong Kong
  - Peter Chan pour Trois Histoires de l'au-delà (segment Going Home)
  - Lam Wah-chuen pour The Runaway Pistol
  - Chang Tso-chi pour The Best of Times

### Meilleur acteur
- Leon Lai pour Infernal Affairs

### Meilleure actrice
- Angelica Lee pour The Eye

### Meilleur acteur dans un second rôle
- Anthony Wong Chau-sang pour Princess D

### Meilleure actrice dans un second rôle
- Karena Lam pour July Rhapsody